# 陸之祺
陸之祺（1594年—1686年），字筠修，浙江嘉興府平湖縣人，明末清初政治人物。

## 生平
萬曆四十六年（1618年）戊午科浙江鄉試舉人，萬曆四十七年（1619年）聯捷己未科進士。授工部主事。督通惠河稅，有廉聲。天啟五年（1625年），視學江西，晉福建按察使，累官至河南右布政使，尋轉左布政使，稱病歸。崇禎末年，起用為陝西左布政使。李自成破西安，率眾降，並隨軍入北京，任刑政左侍郎，一說任戶政府尚書。清初，任山西布政使，不久以父親年高辭官歸養。家居四十年，手不釋卷，卒年九十三歲。

## 著作
著有《河道備考》、《滋樹軒集》等。

## 家族
子陸瑤林、陸瑋林。